# Venizy
Venizy ist eine französische Gemeinde mit 846 Einwohnern (Stand 1. Januar 2022) im Département Yonne in der Region Bourgogne-Franche-Comté; sie gehört zum Arrondissement Auxerre und zum Kanton Brienon-sur-Armançon.
Die Gemeinde wird vom Flüsschen Créanton durchquert.

## Persönlichkeiten
- Anseau de Venizy[1], 1141/53 bezeugt; ⚭ vor 1153 Isabelle (Elisabeth), Dame de Nangis et de la Chapelle-en-Brie, † 18. März …, Tochter von Fleury de France (Stammliste der Kapetinger) und NN, Dame de Nangis, deren Tochter ist
- Adelais, Dame de Venizy, 1220 bezeugt, † 20. März 1221/November 1222; ⚭ I vor 1167 André de Brienne, Sire de Ramerupt, 1143 bezeugt, X 4. Oktober 1189 bei der Belagerung von Akkon (Haus Brienne); ⚭ II Gaucher de Joigny, Seigneur de Château-Renard, Seneschall von Nivernais, 1180/1235 bezeugt, † vor November 1237